# Échallat
Échallat település Franciaországban, Charente megyében. Lakosainak száma 481 fő (2022. január 1.). Échallat Douzat, Fleurac, Mérignac, Saint-Amant-de-Nouère, Saint-Cybardeaux és Vaux-Rouillac községekkel határos.

## Népesség
A település népességének változása:
| Lakosok száma | 402  | 407  | 426  | 439  | 498  | 499  | 497  | 488  | 483  | 481  |
|               | 1968 | 1982 | 1990 | 2006 | 2013 | 2015 | 2017 | 2019 | 2020 | 2022 |